# Escape (1940)
Escape ist ein US-amerikanischer Spielfilm aus dem Jahr 1940 mit Norma Shearer, Robert Taylor und Conrad Veidt unter der Regie von Mervyn LeRoy. Als eine der ersten Großproduktionen zeichnet der Film ein kritisches Bild über die politischen und gesellschaftlichen Zustände in Deutschland. Der Film basiert auf dem gleichnamigen Bestseller von Grace Zaring Stone, die ihr Werk unter dem Pseudonym Ethel Vance veröffentlicht.

## Handlung
Die Schauspielerin Emmy Ritter wird 1936 in Deutschland interniert. Durch die Hilfe von Freunden gelingt es ihr, einen Brief an ihren Sohn Mark Preysing in Amerika zu senden. Mark kann mit Hilfe der Countess von Treck seine Mutter finden. Die Gräfin ist die Geliebte des einflussreichen Generals von Kolb, was sie ausnutzt, um Mark bei seinem Plan, Emmy zu retten, zu unterstützen. Verkleidet als junges Mädchen schafft es Emmy schließlich, außer Landes zu kommen. Die Countess von Treck verzichtet darauf, Mark zu begleiten und bleibt aus Loyalität an der Seite des mittlerweile sterbenskranken Generals.

## Hintergrund
Norma Shearer einigte sich nach dem Tod ihres Ehemanns Irving Thalberg mit MGM über einen neuen Vertrag über sechs Filme, für die die Schauspielerin jeweils 150.000 US-Dollar Gage erhalten sollte. Bei der Wahl der passenden Drehbücher hatte Shearer indes keine glückliche Hand und sie lehnte in den nächsten Jahren etliche Rollen ab, die dann von Joan Crawford oder Greer Garson übernommen wurden, darunter Susan und der liebe Gott und Mrs. Miniver. Die Rolle in Escape, der Verfilmung eines populären Romans, war eher marginal angelegt und Shearer hatte am Ende weniger Szenen als ihr Co-Star Robert Taylor. 1942 zog sich die Schauspielerin nach zwei finanziellen Reinfällen ins Privatleben zurück. Die Regie wurde zunächst Alfred Hitchcock angeboten, der jedoch ablehnte. Am Ende übernahm Mervyn LeRoy die Umsetzung des Drehbuchs. Für Alla Nazimova, die um 1917 einer der populärsten Kinostars war und damals in zahlreichen anti-deutschen Propagandafilmen auftrat, bedeutete der Film die Rückkehr auf die Leinwand.

## Kinoauswertung
Die Produktionskosten beliefen sich auf 1.205.000 US-Dollar und machten aus dem Film eine durchschnittlich teure Produktion. An der Kinokasse erwies sich der Film als leidlich erfolgreich und spielte in den USA 1.357.000 US-Dollar ein. Bei vergleichbaren Auslandseinnahmen von 1.007.000 US-Dollar belief sich das kumulierte Gesamtergebnis auf 2.364.000 US-Dollar. Am Ende konnte das Studio einen mageren Gewinn von 345.000 US-Dollar realisieren.

## Kritiken
Die Kritiker nahmen den Film wohlwollend auf.
Bosley Crowther befand in der New York Times, es handle sich um den mit Abstand dramatischsten und spannendsten Film, der bislang über das dunkle Thema des Totalitarismus gedreht worden sei (“this is far and away the most dramatic and hair-raising picture yet made on the sinister subject of persecution in a totalitarian land”).